# Gulfläckig glanssmygare
Gulfläckig glanssmygare, Carterocephalus palaemon, är en fjärilsart i familjen tjockhuvuden. Vingspannet varierar mellan 25 och 30 millimeter på olika individer.

## Beskrivning

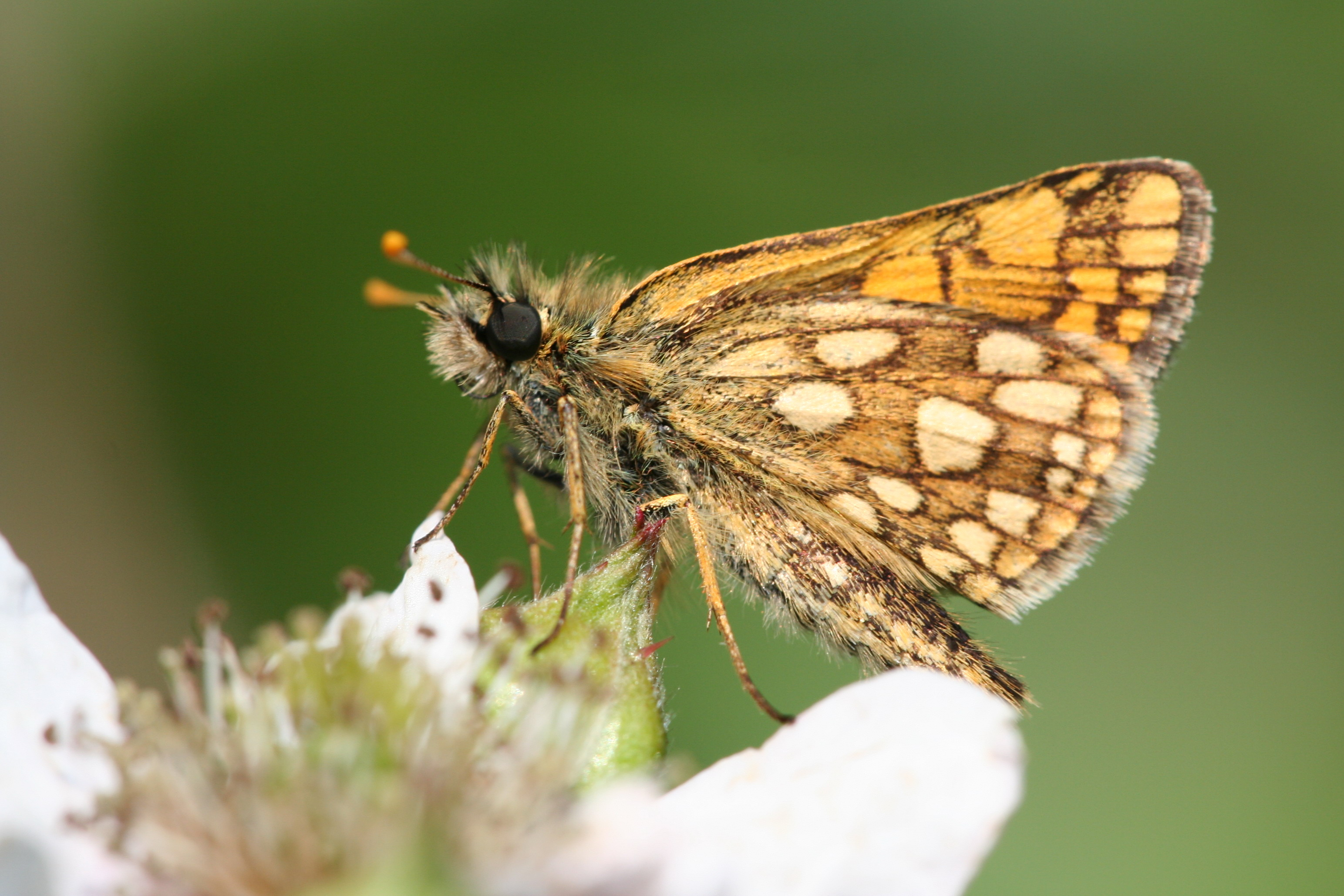
Undersidan på gulfläckig glanssmygare.

Hanen och honan är mycket lika förutom att honan har lite bredare och spetsig bakkropp och hanen något spetsigare vingar. Ovansidan är mörkbrun med gula fläckar i ett nästan schackrutigt mönster. Fjärilen kallas också på engelska för Chequered Skipper. Undersidan är ljusare gulbrun med ljusgula fläckar i ett mönster liknande ovansidans. Larven är ljust grågrön och blir upp till 25 millimeter lång.
Värdväxter för denna fjäril är olika gräs, bland annat i rörsläktet och lostasläktet.
Gulfläckig glanssmygare flyger i maj-juni.

## Utbredning
Den gulfläckiga glanssmygarens utbredningsområde är i centrala Europa samt även i norra Europa, i centrala Asien ända till Japan och i Kanada samt norra USA. I Norden finns den i större delen av Finland och i Sverige från Västmanland och Värmland och norrut men inte i fjällen. Den finns lokalt längs Norges Atlantkust. Den förekommer på ängar med gott om blommor och verkar föredra närhet till strömmande vatten.